# Tecnecio-99
El tecnecio-99 (99Tc) es un isótopo del tecnecio que se desintegra con una vida media de 211,000 años en rutenio-99 estable, emitiendo partículas beta, pero no rayos gamma. Es el producto de fisión de larga duración más importante de la fisión del uranio, y produce la mayor fracción de las emisiones totales de radiación de larga duración de los residuos nucleares. El tecnecio-99 tiene un rendimiento de producto de fisión del 6.0507% para la fisión de neutrones térmicos del uranio-235.
El tecnecio-99m (99mTc) metaestable es un isómero nuclear de vida corta (vida media de aproximadamente 6 horas) utilizado en medicina nuclear, producido a partir del molibdeno-99. Se desintegra por transición isomérica en tecnecio-99, una característica deseable, ya que la vida media muy larga y el tipo de desintegración del tecnecio-99 imponen poca carga de radiación adicional al cuerpo.

## Emisiones radioactivas
Las paredes de los recipientes de vidrio de laboratorio detienen la emisión de partículas beta débiles. Cuando se detienen las partículas beta, se emiten rayos X suaves, pero siempre que el cuerpo se mantenga a más de 30 cm de distancia, esto no debería suponer ningún problema. El principal peligro al trabajar con tecnecio es la inhalación de polvo; esta contaminación radiactiva en los pulmones puede suponer un importante riesgo de cáncer.

## Rol en los residuos nucleares
Debido a su alto rendimiento de fisión, su vida media relativamente larga y su facilidad para moverse en el medio ambiente, el tecnecio-99 es uno de los componentes más importantes de los residuos nucleares. Medido en becquerelios por cantidad de combustible gastado, es el principal productor de radiación en el período de aproximadamente 104 a 106 años después de la creación de los residuos nucleares. El siguiente producto de fisión con vida media más corta es el samario-151, con una vida media de 90 años, aunque varios actínidos producidos por captura de neutrones tienen vidas medias intermedias.

## Emisiones al medio ambiente
Se estima que hasta 1994 se liberaron al medio ambiente unos 160 TBq (unos 250 kg) de tecnecio-99 a causa de pruebas nucleares atmosféricas. Se estima que la cantidad de tecnecio-99 procedente de la energía nuclear civil liberada al medio ambiente hasta 1986 fue del orden de 1000 TBq (unos 1600 kg), principalmente a causa de métodos obsoletos de reprocesamiento de combustible nuclear; la mayor parte de esta cantidad se descargó en el mar. En los últimos años, los métodos de reprocesamiento han mejorado para reducir las emisiones, pero a partir de 2005 la principal emisión de tecnecio-99 al medio ambiente se produjo por la planta de Sellafield, que liberó unos 550 TBq (unos 900 kg) entre 1995 y 1999 en el mar de Irlanda. A partir de 2000, la cantidad se ha limitado por reglamentación a 90 TBq (unos 140 kg) al año.

## 99Tm en el ambiente
La larga vida media del tecnecio-99 y su capacidad para formar especies aniónicas lo convierten (junto con 129I) en una preocupación importante cuando se considera la eliminación a largo plazo de desechos radiactivos de alto nivel. Muchos de los procesos diseñados para eliminar productos de fisión de corrientes de proceso de actividad media en plantas de reprocesamiento están diseñados para eliminar especies catiónicas como el cesio (por ejemplo, 137Cs, 134Cs) y el estroncio (por ejemplo, 90Sr). Por lo tanto, el pertecnetato se escapa a través de estos procesos de tratamiento. Las opciones de eliminación actuales favorecen el enterramiento en roca geológicamente estable. El principal peligro con tal curso es que es probable que los desechos entren en contacto con agua, lo que podría filtrar contaminación radiactiva al medio ambiente. La capacidad natural de intercambio catiónico de los suelos tiende a inmovilizar los cationes de plutonio, uranio y cesio. Sin embargo, la capacidad de intercambio aniónico suele ser mucho menor, por lo que es menos probable que los minerales adsorban los aniones pertecnetato y yoduro, dejándolos móviles en el suelo. Por este motivo, la química ambiental del tecnecio es un área de investigación activa.

## Separación de99Tm
Se han propuesto varios métodos para la separación del tecnecio-99, entre ellos: cristalización, extracción líquido-líquido, métodos de reconocimiento molecular, volatilización y otros.
En 2012, investigadores de la Universidad de Nôtre Dame presentaron el compuesto cristalino borato de torio-1 de Nôtre Dame (NDTB-1). Se puede adaptar para absorber de forma segura iones radiactivos de corrientes de desechos nucleares. Una vez capturados, los iones radiactivos se pueden intercambiar por especies de mayor carga de un tamaño similar, reciclando el material para su reutilización. Los resultados de laboratorio que utilizaron los cristales de NDTB-1 eliminaron aproximadamente el 96 por ciento del tecnecio-99.

## Transmutación en rutenio-100 estable
En el CERN y el NIIAR se ha demostrado un método alternativo de eliminación del tecnecio-99, la transmutación. Este proceso de transmutación bombardea el tecnecio (99Tc como blanco metálico) con neutrones, formando el 100Tc de corta duración (vida media de 16 segundos), que se desintegra por desintegración beta en rutenio que es estable (100Ru). Dado el valor de mercado relativamente alto del rutenio y las propiedades particularmente indeseables del tecnecio, este tipo de transmutación nuclear parece particularmente prometedor.